# Gomphoides praevia
Gomphoides praevia là loài chuồn chuồn trong họ Gomphidae. Loài này được St. Quentin mô tả khoa học đầu tiên năm 1967.